# 6273 Кіруна
6273 Кіруна (6273 Kiruna) — астероїд головного поясу, відкритий 1 березня 1992 року.
Тіссеранів параметр щодо Юпітера — 3,436.